# Астрахань Олександр Зіновійович
Олександр Зіновійович Астрахань (нар. 18 січня 1928 — 23 вересня 2003, місто Донецьк Донецької області) — український радянський діяч, гірничий інженер, генеральний директор виробничого об'єднання «Шахтарськантрацит», генеральний директор державного холдингу «Спецшахтобуріння» Донецької області. Депутат Верховної Ради УРСР 10-го скликання.

## Біографія
Народився в родині партійного функціонера. Закінчив Донецький індустріальний інститут.
Трудову діяльність розпочав у 1951 році начальником дільниці шахти «Ново-Мушкетово» тресту «Пролетарськвугілля» Сталінської області. 
Член КПРС з 1954 року.
Потім працював головним інженером шахти № 7, начальником шахти № 30 комбінату «Сталінвугілля». На 1960 рік — начальник шахтоуправління № 4—21 тресту «Сталінвугілля» комбінату «Сталінвугілля» Сталінської області.
З 1962 року — головний інженер тресту «Петровськвугілля» Донецької області.
На 1967 рік — керуючий тресту «Селидіввугілля» Донецької області.
На 1971 рік — головний інженер комбінату «Красноармійськвугілля» Донецької області. Потім — начальник комбінату «Шахтарськантрацит» Донецької області.
У 1976—1981 роках — генеральний директор виробничого об'єднання «Шахтарськантрацит» Донецької області.
З 1981 року — заступник міністра вугільної промисловості Української РСР.
З 1988 року — генеральний директор виробничого об'єднання (державного холдингу) «Спецшахтобуріння» Донецької області Міністерства вугільної промисловості України.

## Родина
Батько, Астрахань Зиновій Ілліч, виростав у місті Юзівці (Донецьку), працював електриком та черговим техніком міської електростанції. Екстерном здобув вищу технічну освіту за спеціальністю технік-електрик. На 1937 рік — директор електростанції міста Сталіно (Донецька). З квітня 1938 року — 1-й секретар Центральноміського районного комітету КП(б)У міста Сталіно.

## Нагороди
- ордени
- медалі
- почесна грамота Президії Верховної Ради Української РСР (25.08.1960)